# مونتاین گرو (میزوری)
مونتاین گرو (به انگلیسی: Mountain Grove) یک منطقهٔ مسکونی در ایالات متحده آمریکا است که در میزوری واقع شده‌است. مونتاین گرو ۱۰٫۴۶ کیلومتر مربع مساحت و ۴٬۷۸۹ نفر جمعیت دارد و ۴۵۱ متر بالاتر از سطح دریا واقع شده‌است.